# 甘巴斯卡
甘巴斯卡（義大利語：Gambasca），是意大利库内奥省的一个市镇。总面积5.77平方公里，人口398人，人口密度69.0人/平方公里（2009年）。ISTAT代码为004094。